# Uri Rapaport
Uri Rapaport (Delft, 1959) is een Nederlandse lichtontwerper. Zijn werk wordt mondiaal gewaardeerd, een recensent betitelde Rapaport als een "claire obscure-tovenaar",. Volgens een andere theaterrecensent is zijn werk "oogstrelend mooi."

## Levensloop
De moeder van Rapaport was actief in het amateurtoneel, zijn vader was elektrotechnisch ingenieur bij Philips. In de woonkamer bij zijn ouders was Uri Rapaport al op jonge leeftijd bezig met het toneelspel. Mede doordat zijn moeder daar voorstellingen gaf. Na de middelbare school, vanaf 1978, ging Rapaport direct het theater in; afgezien van een cursus via de toneelvereniging van zijn moeder over belichting en techniek is Rapaport een autodidact en volgde hij geen opleidingen.
Hij begon zijn carrière in 1978 als technicus bij de Stadsschouwburg in Utrecht, waar hij zich verder zou ontwikkelen tot lichtontwerper. Ook werkte hij bij Zuidelijk Toneel Globe en van 1996 tot 2009 was hij als lid van het creatieve team werkzaam bij de Paardenkathedraal.
Voor Rapaport is het ontwerpen van het licht voor een theatervoorstelling van de Paardenkathedraal "magie, het is toverij". Hij ziet zichzelf als een lichtchoreograaf, maar ook als "een architect die een huis bouwt," waarbij hij “het metselwerk aan anderen overlaat”.
Rapaport verzorgde het lichtontwerp voor de opening van de Amsterdam Arena in 1996. Verder werkte hij onder andere voor Toneelgroep Amsterdam, de Nationale Opera en de Wiener Festwochen, en was hij lichtontwerper van  Herman Finkers, Het Pauperparadijs en Veldhuis en Kemper. 
Voor Joop van den Ende Theaterproducties werkte hij onder andere aan The Sound Of Music,Jesus Christ Superstar, Aan het einde van de regenboog, Sunset Boulevard en Ciske de Rat. In 2011 ontwierp hij de kostuums voor Legende een opera gecomponeerd door Peter-Jan Wagemans.
In 2022 bracht hij voor het eerst als acteur op het toneel samen met theatermaker Greg Nottrot en danser Lo Walther Boer de voorstelling Licht bij het Nieuw Utrechts Toneel. De voorstelling is autobiografisch en vertelt het verhaal van hun vriendschap en Rapaports tijdelijke blindheid na een operatie aan een oogtumor.
Naast zijn werk als lichtontwerper heeft Rapaport ook gastlessen gegeven op onder andere de HKU en de Rietveld Academie.
Rapaport werd vijf keer genomineerd voor een John Kraaijkamp Musical Award, en een keer voor de Nicolaas Wijnberg prijs voor scenografie.

## Varia
De voornaam Uri betekent "mijn licht" in het Hebreeuws.